# Кирбали
Кирбали (груз. კირბალი) — село в Грузии, на территории Горийского муниципалитета края (мхаре) Шида-Картли.

## География
Село находится в центральной части Грузии, в пределах Тирифонской равнины, на расстоянии приблизительно 16 километров (по прямой) к северо-востоку от города Гори, административного центра муниципалитета. Абсолютная высота — 869 метров над уровнем моря.

## Население
По результатам официальной переписи населения 2014 года в Кирбали проживало 517 человек (274 мужчины и 243 женщины). В национальной структуре населения грузины составляли 98,1 %, осетины — 1,4 %.
| Год  | Население, человек |
| ---- | ------------------ |
| 2002 | 556                |
| 2014 | ↘ 517              |